# Slag op de Vrijenberg
De Slag op de Vrijenberg (nabij Loenen) was een veldslag die plaats vond op 19 juni 1354 (of 1356) tijdens de Gelderse Broedertwisten (1350-1361) . Het is te danken aan deze slag, ondanks dat de zogenoemde "vrije boeren" er niks mee wonnen, dat de natuurlijke heuvel en het gebied met waterloop "de spreng" de naam "Vrijenberg" draagt.

## Verloop
In de winter van 1353-1354 dreigde Reinoud III van zijn broer Eduard te verliezen in de strijd om hun erfrechten op het Hertogdom van Gelre. Hij bedacht met zijn adviseurs om de Veluwse boeren en hun medebewoners speciale privileges te geven en vooral met het vooruitzicht om "vrije boeren" te worden. Zo bedreigden de Veluwse boeren in het voorjaar van 1354 Eduard van Gelre, zijn aanhangers en de stad Arnhem.
In de dagen voor de slag werden boeren, dorpelingen en veldknechten geronseld door ambtman Karel Meinhards in Apeldoorn, Loenen, Beekbergen en andere dorpen, gehuchten en ambachten. Er werd grond beloofd en bij brandschatting mochten de boeren alles houden en vooral vrijheid werd in het vooruitzicht gesteld, om maar te gaan strijden tegen Eduard en zijn volgers. Op de ochtend van 19 juni ging een menigte richting kasteel De Horst" om het in te nemen. Vervolgens trokken duizenden boeren richting de "Vrijenberg" een natuurlijke heuvel, waar men in linies opgesteld ging staan. Vanuit Arnhem trokken die ochtend honderden ridders onder Eduard van Gelre met hun krijgsmannen de stadspoort uit, korte tijd later gevolgd door stadspoorters en gildes. Bij het treffen van de tegenpartij, trokken de boeren ten aanval van boven op de heuvel, de eerste slag werd gewonnen. Ondanks dat het ridderleger geringer in aantal was en de eerste slag verloor, was het beter beschermd door de harnassen, beter getraind en voornamelijk goed georganiseerd, waardoor het de uiteindelijke veldslag won. De boeren konden weinig uithalen met hun wapens, die voornamelijk uit hooivorken zouden hebben bestaan. Ook het ontbreken van militaire training speelde hen parten.
Bij de ridderschap van Gelre sneuvelde Frederik van Baer en een kleine honderdtal krijgsmannen. Bij de Veluwse boeren vielen honderden personen.